# テトペッテンソン
「テトペッテンソン」は、スイスのアンリ・デス作詞作曲の「ル・ボー・タンブール」（Le beau tambour）を原曲とする日本の歌。作詞：佐藤雅彦、編曲：栗原正己、歌：井上順。2002年10月から同年11月までNHKの歌番組『みんなのうた』で放送。

## 概要
『みんなのうた』の放送映像では、歌に合わせて四角柱のようなブロックが移動するアニメーションが流れる。
映像総監督は作詞者である佐藤雅彦自身が、デザインは中村至男が、アニメーションは松本空が担当した。
また、デザインとアニメーションはイントロではなく、曲の最後に表示される。
歌詞に言語としての意味はなく、「テトペッテンソン テトペッテンソン テトペッテンソンタントン……」と、同じような言葉が続いていく。
1・3・6番の歌い出しは「テトペッテンソン」、2・5番は「パラトゥッタッティ」、4番は「ケメロッテンソン」という詞から始まる。
なお、4番は井上ではなく児童コーラスにより歌われ、6番では井上とコーラスの双方が重なる。
NHKテキスト「みんなのうた　2017年2・3月号」において元みんなのうたエグゼクティブ・プロデューサーである川崎龍彦は本曲が佐藤雅彦の持ち込み企画であったことを述べ、佐藤雅彦がフランスからの帰途、飛行機の機内放送で流れたフランス語の童謡（「ル・ボー・タンブール」と明記されてはいない）を聴くうちに曲の歌詞が浮かんできたということを語っている。
2003年7月24日にavexより本曲のマキシシングルが発売され、TV放送版の音源に加え、冒頭にカウントが入ったバージョン、コーラスあり・なしのカラオケ版の3曲が収録された。
また、映像は2003年9月5日にavexより発売されたDVD「みんなのうた　映像集」、2011年4月22日にNHKエンタープライズより発売されたDVD「NHK みんなのうた 第12集」で見ることができる。

## アニメーション
- 1番：縦長の直方体が上下左右に移動する。
- 2番：4枚の薄い直方体が組み合わさって回転する。
- 3番：8枚の薄い直方体がスライドして組み合わさる。
- 4番：多数の黄色い小さな直方体が移動する。
- 5番：赤い直方体の箱から黄色い直方体が出てきた後、白い12個の立方体が中に入る。
- 6番：1 - 5番で登場したブロックなどがすべて行進する。